# Бордан, Андре
Андре Бордан (люкс. André Bordang; 8 августа 1875, квартал Пульвермиль, Люксембург (город), Люксембург — 28 февраля 1954, Люксембург (город), Люксембург) — люксембургский гимнаст, участник летних Олимпийских игр 1912 года (4-е место в основном командном первенстве и 5-е место в командном первенстве по произвольной системе).